# Schwarzenbergplatz

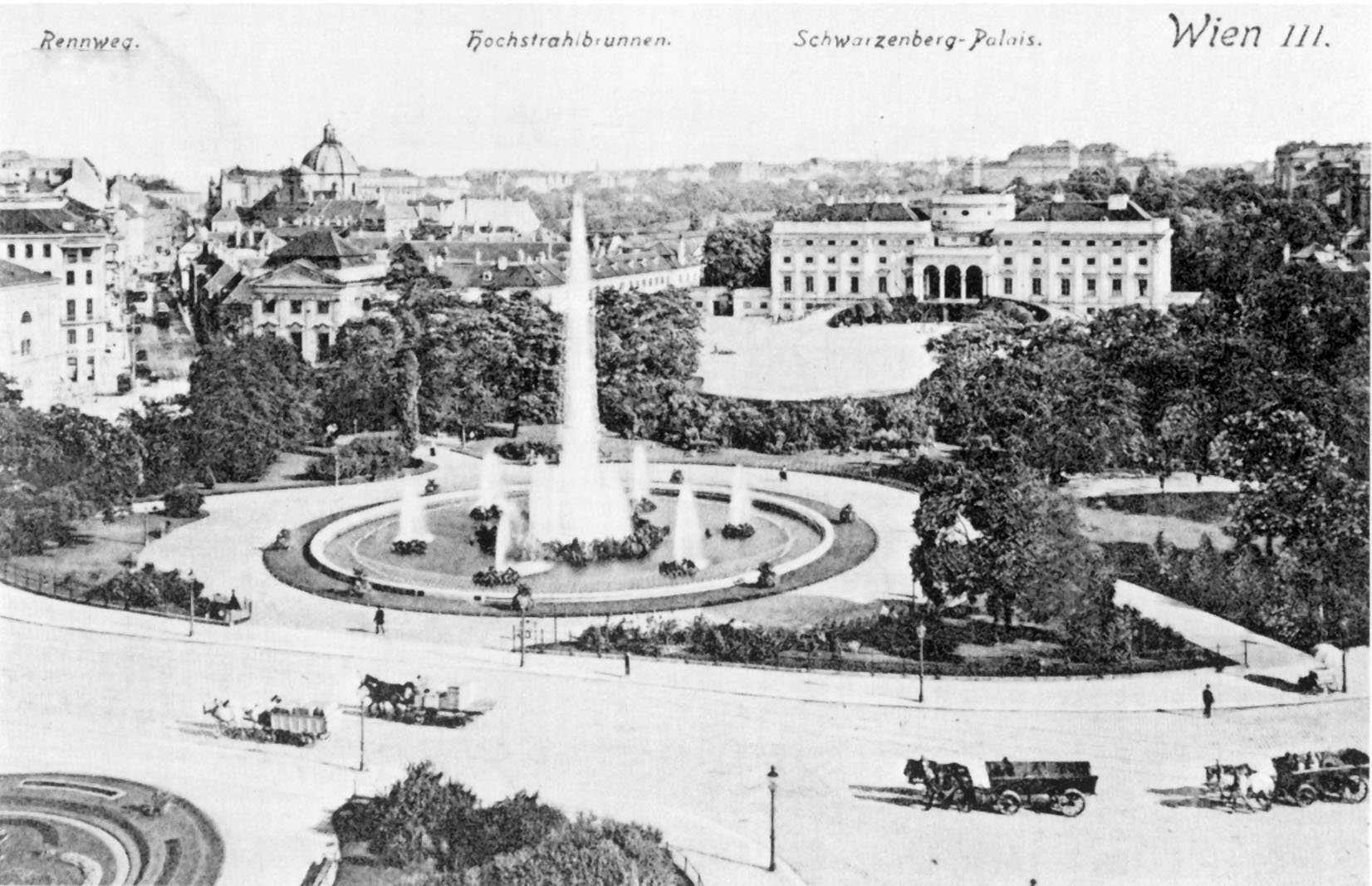
Schwarzenbergplatz nel 1905

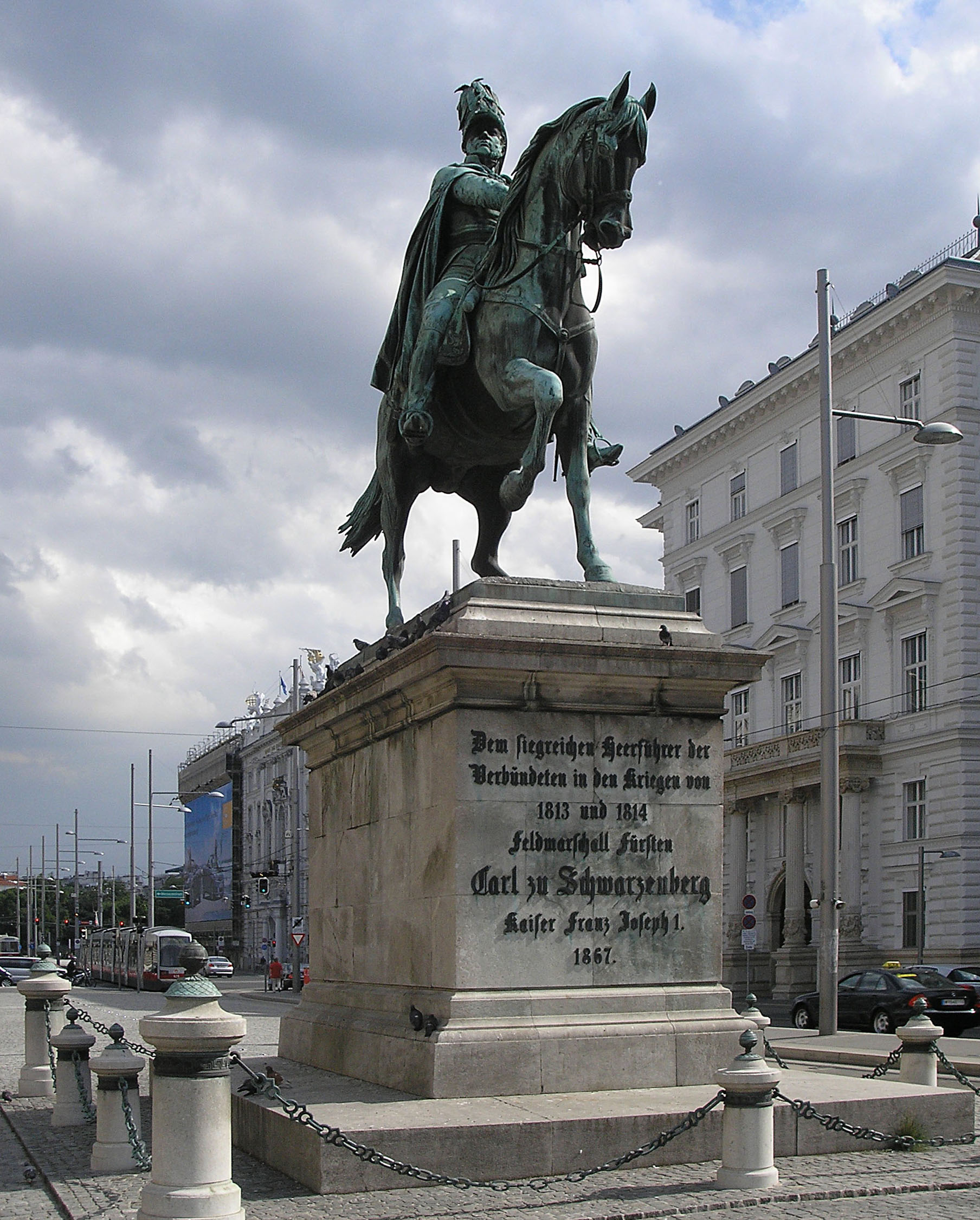
Statua equestre di Schwarzenberg

Schwarzenbergplatz è una piazza situata a Vienna, in Austria. In realtà è più simile a un'ampia strada che a una piazza e si snoda lungo la sezione Kärntner Ring di Ringstraße e Lothringerstraße. Diramandosi verso sud, dopo aver superato il Kärntner Ring, la strada Schwarzenbergstraße diventa Schwarzenbergplatz.
Schwarzenbergplatz prosegue brevemente poi fino a diventare Rennweg Straße nel momento in cui supera i vasti parchi del Belvedere e del Palazzo Schwarzenberg a ovest. Al centro della piazza troneggia una grande statua equestre intitolata al maresciallo austriaco Karl Philipp, principe di Schwarzenberg, che combatté con distinzione nelle guerre napoleoniche.
Sulla piazza è presente il "Monumento agli Eroi dell'Armata Rossa", dedicato ai sovietici caduti in battaglia per liberare la città dalle truppe naziste nella seconda guerra mondiale.